# 東六線駅
東六線駅（ひがしろくせんえき）は、北海道（上川総合振興局）上川郡剣淵町東町（ひがしまち）に所在した北海道旅客鉄道（JR北海道）宗谷本線の駅（廃駅）である。電報略号はロク。事務管理コードは▲121811。駅番号はW39。
2020年3月14日改正時点では、上下各4本の普通列車が停車していた。

## 歴史

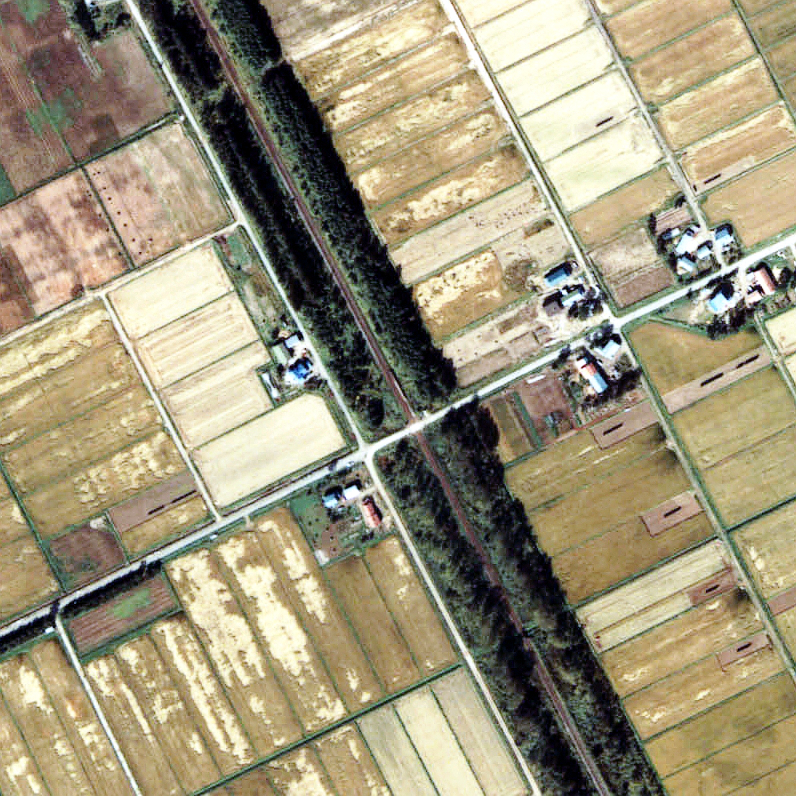
1977年の東六線駅と周囲約500m範囲の状況。上が名寄方面。旭川側に東六線道の踏切。田園地帯の真ん中にあり、周囲を防風雪林に囲まれている。

- 1956年（昭和31年）1月：日本国有鉄道宗谷本線の和寒駅 - 剣淵駅間に東六線仮乗降場（局設定）として新設開業[3]。
- 1959年（昭和34年）11月1日：駅に昇格。東六線駅となる[3]。旅客のみ扱い。
- 1987年（昭和62年）4月1日：国鉄分割民営化により、北海道旅客鉄道（JR北海道）の駅となる。
- 2019年（令和元年）12月3日：JR北海道アクションプラン（宗谷線）[JR北 3]に基づき『極端にご利用の少ない駅の廃止または自治体による維持管理についての各自治体との協議』としてJR北海道が駅の存廃を宗谷本線活性化協議会に打診する。
- 2020年（令和2年）
  - 3月6日：同日開催された剣淵町の町議会で、当駅の廃止を容認したとの報道がされる[新聞 2]。
  - 3月28日：3月27日に宗谷本線活性化推進協議会が、2021年春に実施予定の当駅の廃止を容認したことが報道される[新聞 3]。
- 2021年（令和3年）3月13日：利用者減少とダイヤ改正に伴い、廃止[JR北 1][JR北 2][新聞 1]。

### 駅名の由来
「この地の基線から東方六線に所在するため」の名称である。
駅構内の町道踏切も「東6線踏切」で、他に当駅附近の道北バスの停留所名も「東6線」となっている。

## 駅構造
単式ホーム1面1線を有する地上駅だった。ホームは線路の東側（稚内方面に向かって右手側）に存在した。分岐器を持たない棒線駅となっていた。
仮乗降場に出自を持つ開業時からの無人駅（士別駅管理）で、ホーム南側の出入口から少し離れた位置に待合所を有した。トタン張りの建物で、待合所に設置されている駅銘板には「東六線乗降場 待合室」と記載されていた。ホームは木製デッキ式で、旭川方にスロープを有し駅施設外に連絡していた。トイレは無かった。
ホームの後には鉄道防風林がある。
簡易委託駅として、駅昇格の1959年から国鉄分割民営化前の1987年まで、乗車券の販売が付近の民家で行われていた（発行年月日不明だが回数券式の軟券の乗車券が確認されている）。

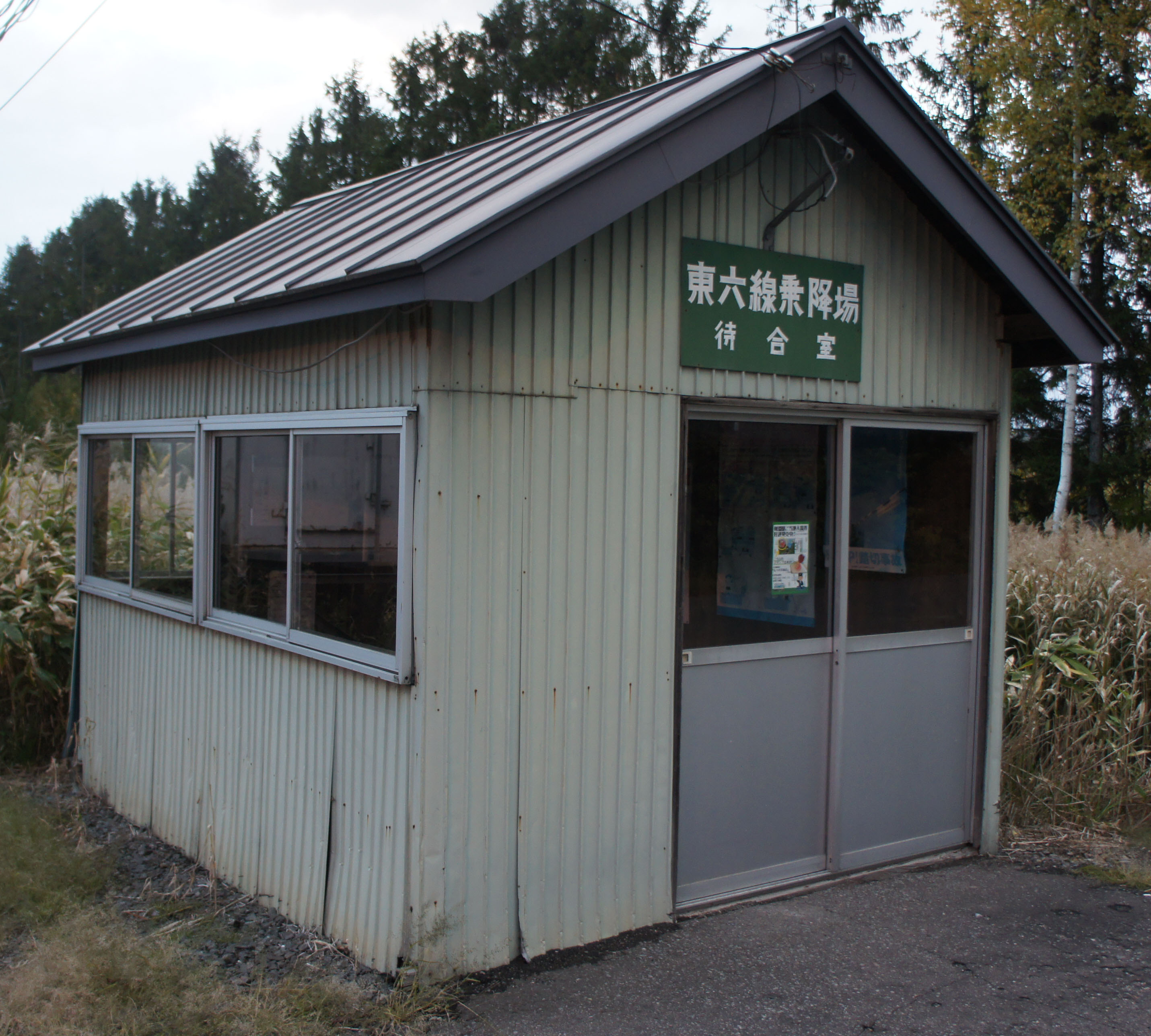
待合所（2017年10月）
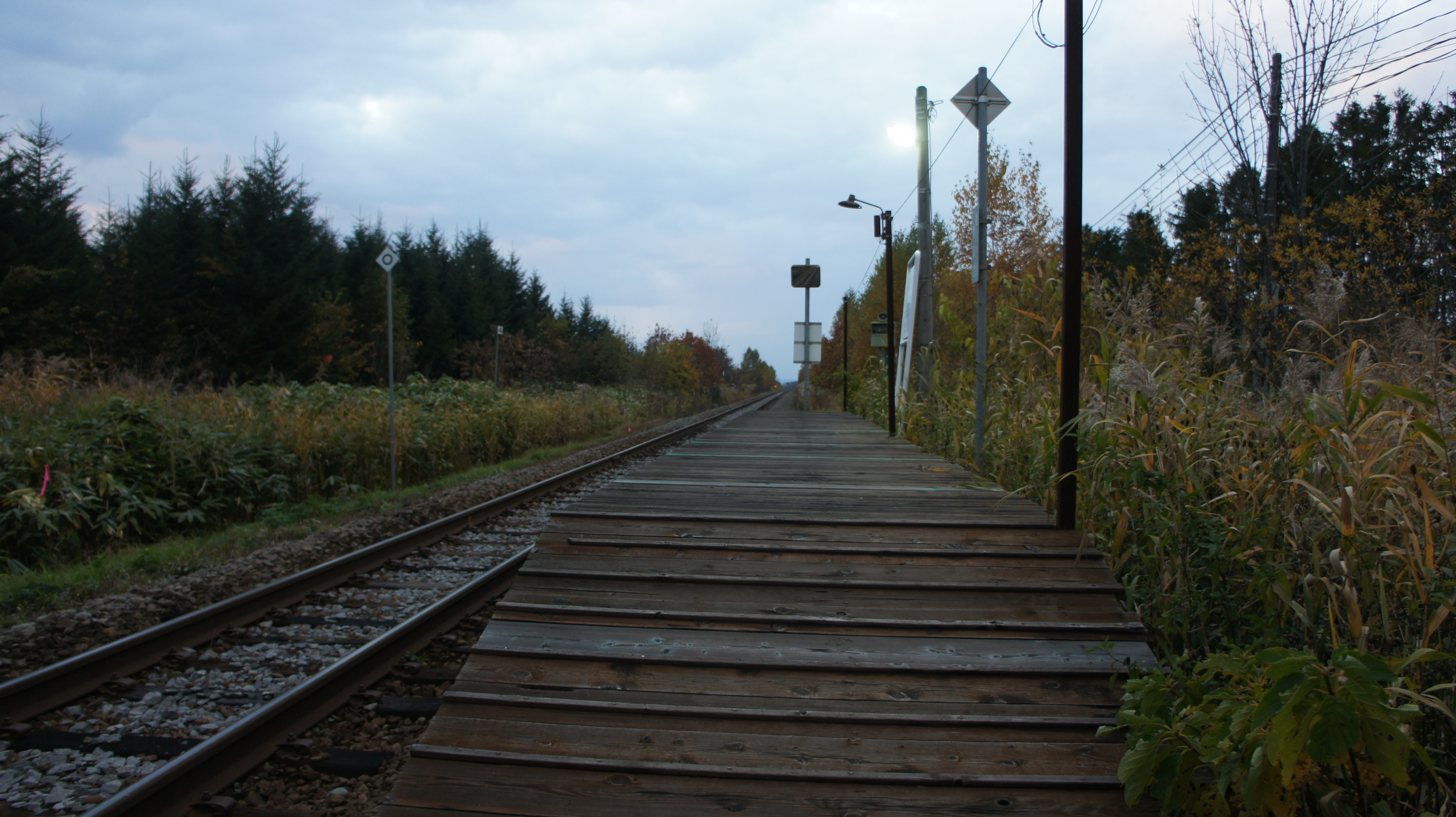
ホーム（2017年10月）
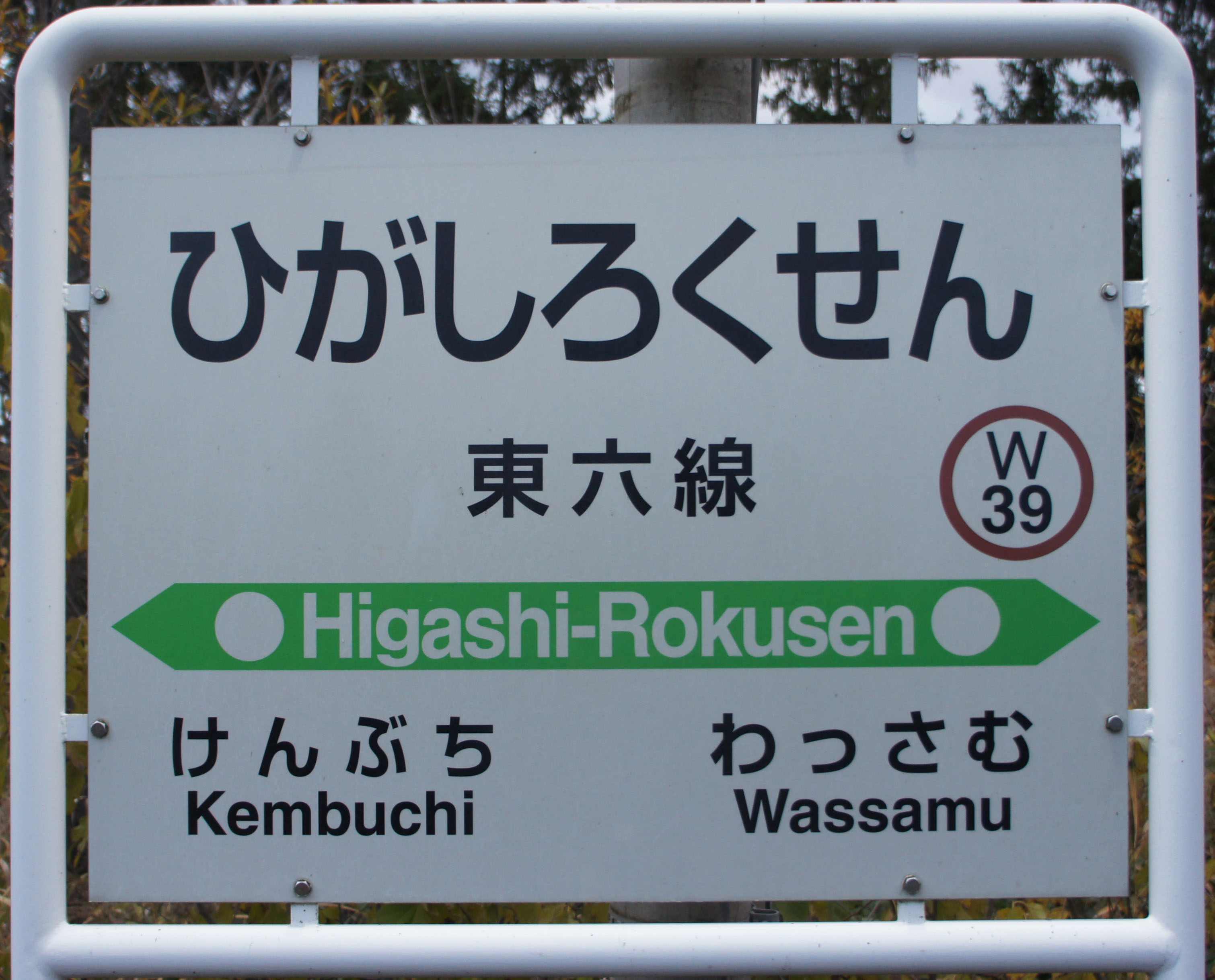
駅名標（2017年10月）

## 利用状況
乗車人員の推移は以下のとおり。年間の値のみ判明している年については、当該年度の日数で除した値を括弧書きで1日平均欄に示す。また、「JR調査」については、当該の年度を最終年とする過去5年間の各調査日における平均である。
| 年度               | 乗車人員 | 乗車人員 | 乗車人員    | 出典       | 備考                            |
| 年度               | 年間     | 1日平均  | JR調査      | 出典       | 備考                            |
| ------------------ | -------- | -------- | ----------- | ---------- | ------------------------------- |
| 1978年（昭和53年） |          | 15.0     |             | [ 12 ]     |                                 |
| 1992年（平成04年） |          | (3.0)    |             | [ 13 ]     | 1日乗降客数6名                  |
| 2015年（平成27年） |          |          | 「1名以下」 | [ JR北 4 ] |                                 |
| 2017年（平成29年） |          |          | 0.6         | [ JR北 5 ] |                                 |
| 2018年（平成30年） |          |          | 1.0         | [ 新聞 2 ] | JR北海道公式発表は「1名以下」。 |
| 2019年（令和元年） |          |          | 1.6         | [ JR北 7 ] |                                 |

## 駅周辺
名寄盆地の南端で、東側を北見山地、西側を天塩山地に囲まれた農耕地帯に位置する。駅周辺には人家は全く無い。稲作地帯である。
- 国道40号
  - 道北バス「東6線」停留所
- 桜岡貯水池 - 駅から北東に約5.0km[6]。ヒブナやギンブナが生息している[6]。
- 剣淵川

## 隣の駅
北海道旅客鉄道（JR北海道）
■宗谷本線（廃止時点）
和寒駅 (W38) - 東六線駅 (W39) - 剣淵駅 (W40)

### JR北海道
1. 1 2  『来春のダイヤ見直しについて』（PDF）（プレスリリース）北海道旅客鉄道、2020年12月9日。オリジナルの2020年12月9日時点におけるアーカイブ。2020年12月9日閲覧。
2. 1 2  『2021年3月ダイヤ改正について』（PDF）（プレスリリース）北海道旅客鉄道、2020年12月18日。オリジナルの2020年12月18日時点におけるアーカイブ。2020年12月18日閲覧。
3. ↑  “地域交通を持続的に維持するために｜企業・採用｜JR北海道- Hokkaido Railway Company”. www.jrhokkaido.co.jp. 2020年3月30日閲覧。
4. ↑  “極端にご利用の少ない駅（3月26日現在）” (PDF). 平成28年度事業運営の最重点事項.   北海道旅客鉄道. p. 6 (2016年3月28日). 2017年9月25日閲覧。
5. ↑  “駅別乗車人員（【別添資料】（2）宗谷本線（旭川・稚内間）の状況）” (PDF). 宗谷線（旭川～稚内間）事業計画（アクションプラン）.   北海道旅客鉄道. pp. 11-12 (2019年4月). 2019年4月18日時点のオリジナルよりアーカイブ。2019年4月18日閲覧。
6. ↑  “駅別乗車人員” (PDF). 全線区のご利用状況（地域交通を持続的に維持するために）.   北海道旅客鉄道. 2020年1月20日時点のオリジナルよりアーカイブ。2020年1月20日閲覧。
7. ↑  “駅別乗車人員（【別添資料】（2）宗谷本線（旭川・稚内間）の状況）” (PDF). 宗谷線（旭川～稚内間）第2期事業計画（アクションプラン）. p. 10 (2021年4月16日). 2021年4月19日時点のオリジナルよりアーカイブ。2021年4月29日閲覧。

### 新聞記事
1. 1 2  “18無人駅に「ありがとう」 JRダイヤ改正で廃止 住民やファン 各地で別れ”. 北海道新聞. (2021年3月13日).  オリジナルの2021年3月13日時点におけるアーカイブ。 2021年3月13日閲覧。
2. 1 2  “東六線、北剣淵駅の廃止容認 剣淵町長”. 北海道新聞. (2020年3月6日).  オリジナルの2020年3月7日時点におけるアーカイブ。 2020年3月7日閲覧。
3. ↑  “宗谷線13無人駅 来年3月廃止へ”. 北海道新聞. (2020年3月28日).  オリジナルの2020年3月28日時点におけるアーカイブ。 2020年3月28日閲覧。